# إتش إم إس فوريوس (47)
إتش إم إس فوريوس 47 (بالإنجليزية: HMS Furious (47)) هي طرَّاد حربي حامل للطائرات بنته البحرية البريطانية خلال الحرب العالمية الأولى.